# قیاس

قیاس یا قیاس منطقی

قیاس، قیاس منطقی یا قیاس استنتاجی نوعی استدلال منطقی از کل به جزء است که از استدلال استنتاجی برای رسیدن به یک نتیجه‌گیری بر اساس دو گزاره که قبلاً صحیح فرض گرفته شده‌اند یا صحتشان به اثبات رسیده است، استفاده می‌کند. اگر مقدمه‌های استدلال قیاسی درست باشند، نتیجهٔ به دست آمده نیز حتماً درست است.
قیاس، بر اساس قدیمی‌ترین تعریف خود (که توسط ارسطو در کتاب ۳۵۰ پیش از میلادش، یعنی کتاب قیاس تعریف شده است)، زمانی رخ می‌دهد که دو مقدمهٔ صحیح (گزاره یا حکم) به‌طور معتبر منجر به یک نتیجه‌گیری یا موضوع اصلی که استدلال قصد دارد به آن برسد، شوند. به عنوان مثال، با دانستن اینکه همهٔ انسان‌ها فانی هستند (کبری) و اینکه سقراط یک انسان است (صغری)، می‌توانیم به‌طور معتبر نتیجه بگیریم که سقراط فانی است. استدلال‌های قیاسی معمولاً به شکل مجموعه جملاتی که در سه خط ترتیب داده شده‌اند، نمایش داده می‌شوند:
همهٔ انسان‌ها فانی هستند.
سقراط یک انسان است.
بنابراین، سقراط فانی است.
در دوران باستان، دو نظریهٔ استدلال قیاسی رقیب وجود داشت: قیاس ارسطویی و قیاس رواقی. از قرون وسطی به بعد، تمایز میان قیاس حملی و قیاس در معنای عام خود، نامحسوس بوده و معمولاً این دو به جای یکدیگر استفاده می‌شدند. از این رو، قیاس در طول تاریخ، هستهٔ مرکزی استدلال استنتاجی بوده است که در آن حقایق با ترکیب گزاره‌های موجود تعیین می‌شوند؛ برخلاف استدلال استقرایی که در آن حقایق با مشاهدات مکرر پیش‌بینی می‌شوند.
قیاس، در برخی محافل آکادمیک، پس از کارهای گوتلوب فرگه، به‌ویژه کتاب مفهوم‌نگاشت (۱۸۷۹) او جای خود را به منطق محمولات مرتبه اوّل داده است؛ امّا همچنان قیاس، در اغلب مواقع، به عنوان روشی برای دستیابی به استدلال منطقی معتبر، ارائهٔ پیش‌درآمد به منطق و دستیابی به تفکر شفاف برای مخاطبان عمومی مفید خواهد بود.

## تاریخچهٔ اوّلیه
در دوران باستان، دو نظریهٔ استدلال قیاسی رقیب وجود داشت: قیاس ارسطویی و قیاس رواقی.

### ارسطو
ارسطو قیاس منطقی را چنین تعریف می‌کند: «گفتاری که در آن با فرض امور معین، به این دلیل که آن امور چنین هستند، به ضرورت، امری متفاوت از آن امور حاصل شود.» با وجود این تعریف بسیار کلّی، ارسطو در کتاب قیاس، خود را به قیاس‌های حملی محدود می‌کند که از سه گزارهٔ حملی، از جمله قیاس‌های حملی موجهه، تشکیل شده‌اند.
استفاده از قیاس به عنوان ابزاری برای فهم را می‌توان به بحث‌های استدلال منطقی ارسطو نسبت داد. پیش از اواسط قرن دوازدهم، منطق‌دانان قرون وسطی تنها با بخش محدودی از آثار ارسطو آشنا بودند، از جمله عناوینی مانند مقولات و تعبیرات، آثاری که سهم زیادی در منطق قدیم، یا لوجیکا وتوس داشتند. آغاز منطق نو، یا لوجیکا نووا، همزمان با ظهور مجدد کتاب قیاس، اثری که ارسطو در آن نظریهٔ قیاس خود را توسعه داد، اتفاق افتاد.
کتاب قیاس، پس از کشف مجدد، فوراً توسط منطق‌دانان به عنوان «مجموعه‌ای کامل و جامع از اصول» تلقی شد و مجال بسیار کمی برای بحث دربارهٔ آن و سازمان‌دهی مجدد برای متفکران آن زمان باقی گذاشت. نظریهٔ ارسطو در مورد قیاس و به‌ویژه برای گزاره‌های حتمی قابل توجه تلقی می‌شد و صرفاً اصلاحات کوچکی در طول زمان در اصل این مفهوم رخ داد. نظریهٔ قیاس پس از میانه قرن ۱۴ میلادی، یعنی زمانی که ژان بوریدان مشغول بازاندیشی منطق بود، به بدنهٔ بزرگ‌تر و اصلی‌تر دستگاه منطق ملحق شد.
به هر حال، کتاب قیاس ارسطو، چنین نظریهٔ جامعی را در مورد قیاس وجه‌نما (قیاسی که حداقل یک مقدمهٔ وجه‌نما دارد، یعنی مقدمه‌ای که حاوی کلمات وجه‌نما مانند «به ضرورت»، «احتمالاً»، یا «به‌طور ممکن») در بر نمی‌گرفت. ارسطو از این جنبه در نظریه‌اش بسیار الکن بوده و در بسیاری موارد موضعش نامشخص تلقی می‌شود، حتی گاهی اظهاراتش دربارهٔ این نوع قیاس، با برخی از اظهارات او در کتاب تعبیرات خودش نیز تناقض دارد. اظهارات او در این مورد خاص، مورد بحث و گفت‌وگوهای گسترده‌ای قرار گرفت و منجر به ارائهٔ طیف وسیعی از راه‌حل‌ها توسط مفسران هم‌عصر ارسطو شد. دستگاه قیاس‌های وجه‌نما که توسط ارسطو مطرح شده بود، در نهایت برای استفادهٔ عملی نامناسب تلقی شد و با تمایزات جدید و در نهایت یک سره با مفاهیم و نظریات جدید جایگزین شدند.

### قیاس در قرون وسطی

#### بوئتیوس
بوئتیوس (حدود ۵۲۶–۴۷۵ پس از میلاد)، تلاش قابل توجهی برای دسترس‌پذیرتر کردن منطق ارسطویی باستان انجام داد. اگرچه ترجمهٔ لاتین او از کتاب آنالوطیقای اولی تا قرن دوازدهم عمدتاً مورد استفاده قرار نگرفت، امّا رساله‌های او دربارهٔ قیاس حملی در پیشرفت و توسعهٔ این مبحث نقش به‌سزایی داشتند. میراث بوئتیوس در زمینهٔ علم منطق، نه در چیزهایی که او به این حوزه افزوده، بلکه در انتقال مؤثر نظریه‌های پیشین به منطق‌دانان بعدی و همچنین در ارائهٔ روشن و عمدتاً دقیق او از نظریات و دستاوردهای ارسطو در این حوزه نهفته است.

#### پیر آبلار
پیر آبلار (۱۱۴۲–۱۰۷۹ پس از میلاد)، یکی دیگر از اوّلین توسعه‌دهندگان علم منطق در قرون وسطی از کشورهای غرب لاتینی بود. او ارزیابی دقیق خود از مفهوم قیاس و نظریهٔ مرتبط با آن را در کتابش با نام دیالکتیکا ارائه کرد؛ بحثی در مورد منطق که بر اساس تفاسیر و تک‌نگاری‌های بوئتیوس بود. دیدگاه او در مورد قیاس‌ها را می‌توان در آثار و نوشته‌های دیگر نیز یافت، مانند لاجیکا اینگریدینتیبوس. با کمک تمایزی که آبلار بین وجه شیء جملات موجهه و وجه گزاره جملات موجهه ایجاد کرده بود، منطق‌دانان قرون وسطی شروع به شکل‌دادن مفهومی منسجم‌تر از مدل قیاس موجهه ارسطو کردند.

#### ژان بوریدان
فیلسوف فرانسوی ژان بوریدان (حدود ۱۳۶۱–۱۳۰۰ پس از میلاد) که برخی او را برجسته‌ترین منطق‌دان در اواخر قرون وسطی می‌دانند، دو اثر مهم را نوشت: رساله در باب نتیجه و خلاصه‌ای در باب دیالکتیک که در آن‌ها مفهوم قیاس، اجزا و تمایزات آن و راه‌های استفاده از این ابزار برای گسترش قابلیت منطقی آن را مورد بحث قرار داد. به مدّت حدود شش قرن پس از مباحثی که بوریدان مطرح کرده بود، کمتر سخنی در مورد منطق قیاس‌گرا  گفته شد. تاریخ‌منطق‌دانان استدلال می‌کنند که پس از قرون وسطی، منطق‌دانان، به‌ویژه منطق‌دانان اوایل قرن بیستم، دانش اندکی نسبت به منابع اصلی داشتند و در نتیجه آگاهی کمی هم نسبت به غنا و پیچیدگی منطق قرون وسطایی داشتند، این وضعیت باعث شده بود که آنان به دلیل همین جهل، به کل این حوزهٔ معرفتی نگاهی تمسخرآمیز داشته باشند.

## تاریخچهٔ معاصر
قیاس ارسطویی برای قرن‌ها بر تفکر فلسفی غرب تسلط داشت. خود قیاس منطقی به معنای نتیجه‌گیری‌های معتبر از مفروضات (اصول موضوعه) است، نه لزوماً تأیید آن مفروضات. با این حال، با گذشت زمان مردم بر جنبهٔ منطقی تمرکز کردند و اهمیت تأیید مفروضات را فراموش کردند.
در قرن هفدهم، فرانسیس بیکن توضیح داد که تأیید تجربی اصول موضوعه باید به دقت انجام شود و نمی‌توان صرفاً خود قیاس را به تنهایی بهترین روش برای نتیجه‌گیری دربارهٔ امور در جهان طبیعی دانست. بیکن رویکردی استقرایی‌تر را برای مشاهدهٔ طبیعت پیشنهاد کرد که بر اساس آزمایش بود و به کشف و ایجاد اصول کلّی‌تر از طریق مشاهدهٔ امور جزئی می‌انجامید. با این حال، ارائهٔ یک روش کامل برای نتیجه‌گیری دربارهٔ امور طبیعی در حیطهٔ منطق یا قیاس نبوده و روش استقرایی در رسالهٔ بعدی ارسطو، آنالوطیقای دوم، پوشش داده شده است.
در قرن نوزدهم، تغییراتی در قیاس منطقی اعمال شد تا با گزاره‌های فصلی («الف یا ب») و شرطی («اگر الف آنگاه ب») سروکار داشته باشد. ایمانوئل کانت، در عبارت معروفی در کتاب منطق (۱۸۰۰) خود ادعا کرد که منطق تنها علم کامل‌شده است و منطق ارسطویی کم و بیش هر آنچه را که باید در مورد علم منطق دانست، در بر می‌گیرد. (این اثر، یعنی کتاب منطق کانت، لزوماً نمایانگر فلسفهٔ بالغ‌شدهٔ کانت نیست که اغلب به عنوان نوآوری در خود منطق تلقی می‌شود.) نظر کانت در جهان غرب تا سال ۱۸۷۹، یعنی زمانی که گوتلوب فرگه کتاب مفهوم‌نگاشت (Begriffsschrift) خود را منتشر کرد، بی‌رقیب باقی ماند. فرگه در این اثر یک دستگاه صوری را ابداع کرد که روشی بود برای نمایش گزاره‌های حملی (و همچنین گزاره‌هایی که در قیاس مورد بررسی قرار نگرفته بودند) با استفاده از سورها و متغیرها.
اثر فرگه منجر به توسعهٔ سریع حساب گزاره‌ای و منطق مرتبه اول شد که قیاس را در تحت‌الشعاع خود قرار داد؛ بنابراین، پس از ۲۰۰۰ سال، ناگهان قیاس از سوی بسیاری منسوخ تلقی شد. دستگاه منطقی ارسطویی در محافل آکادمیک مدرن عمدتاً در مواد مقدماتی و مطالعات تاریخی شرح داده می‌شود.
یک استثنای قابل توجه در مسئلهٔ کنار گذاشتن قیاس در دنیای مدرن، به کار بردن منطق ارسطویی توسط مقامات مجمع آموزه ایمان و دادگاه عالی کلیسای کاتولیک رومی است که هنوز هم ایجاب می‌کند هر استدلالی که توسط وکلا تنظیم می‌شود، در قالب قیاسی ارائه شود.

## انواع قیاس
قیاس به دو نوع قیاس اقترانی و قیاس استثنایی تقسیم می‌شود.

## قیاس‌های خاص
در علوم مختلف و در محاوره، قیاس ممکن است صورت‌های خاصی به خود بگیرد و از آن حیث نامی خاص بدان داده شود. مهم‌ترین این اقسام عبارت‌اند از:
۱- قیاس خلف ۲- قیاس مساوات ۳- قیاس ضمیر ۴- قیاس مرکب ۵- قیاس ذوحدین

## مواد قیاس
مواد گوناگونی که در قیاس به کار می‌رود بر اساس استقرا عبارت است از:
۱- محسوسات ۲- تجربیات ۳- اوّلیات یا بدیهیات یا ضروریات ۴- متواترات ۵- قضایایی که حد وسط آن‌ها با آن‌ها است. ۶- حدسیات ۷- مقبولات ۸- وهمیات ۹- مشهورات ۱۰- مشبهات ۱۱- مظنونات ۱۲- مسلّمات ۱۳- مصادرات ۱۴- مخیلات

## انتقادات
برخی از متفکران به رد یا انکار قیاس صوری ارسطویی پرداخته‌اند و اعتقاد دارند که قیاس هرگز چیزی را کشف و ابداع نکرده، بلکه حتی مانع فکر انسان نیز شده است. آنان اشکال مختلف قیاس و ضروب گوناگون آن را نوعی بازی پوچ و عبث می‌دانند که فایدهٔ خاصی در آن نیست. برای مثال، فرانسیس بیکن قیاس صوری ارسطویی را نوعی تردستی و شعبده‌بازی می‌داند که هم می‌تواند حق را به اثبات رساند و هم باطل را.
جان استوارت میل نیز عقیده دارد که قیاس روشی عقیم است که هرگز به نتیجهٔ تازه‌ای نمی‌رسد و ذهن در این نحوهٔ استدلال بر سر جای خود متوقف است و هیچ گامی به جلو برنمی‌دارد. پس قیاس چیزی جز تکرار مکرر نیست و روشی ناصواب و دوری فاسد و باطل است. او در این باره می‌گوید: «قاعدهٔ اصلی قیاس این است که نتیجه باید در کبری منطوی باشد. پس در این صورت چرا به خود زحمت دهیم و برای جستن چیزی که خود در مقدمات است، تلاش کنیم؛ مثلاً در همین استدلال متداول:
سقراط انسان است.
هر انسانی فانی است.
پس سقراط فانی است.
امر از دو حالت خارج نیست: یا من از ابتدا می‌دانم «سقراط فانی است.» که در این صورت دیگر احتیاجی به مقدمه‌چینی و استدلال ندارم یا اینکه من در آن شک دارم که در این حالت، من دیگر حق ندارم که بگویم «هر انسانی فانی است.» بنابراین، بیرون کشیدن جزئی از کلّی همواره چیزی جز دور فاسد نیست.»
هانری پوانکاره نیز همین مطلب را با بیانی دیگر چنین تعبیر کرده است: «قیاس از اینکه کمترین چیزی به مقدمات بیفزاید، عاجز است و به عبارت دیگر، قیاس نمی‌تواند هرگز اضافه بر آنچه در مقدمات دارد، چیزی در نتیجه به دست آورد. پس قیاس نمی‌تواند چیز تازه و جدیدی به ما بیاموزد و همان‌طور که از اصل هوهویه بر می‌آید، به آن نیز بازمی‌گردد، یعنی نتیجه همان است که در مقدمه آمده است.»

## مغالطه قیاسی
مغالطه قیاسی یک مغالطه منطقی است که در آن ساختار قیاس مشکل دارد.